# Schwarzaubach (Mur)
Der Schwarzaubach ist ein 31 km langer linker Nebenfluss der Mur in der Steiermark, Österreich.

## Verlauf
Der Schwarzaubach durchfließt das Oststeirische Hügelland. Er entsteht durch den Zusammenfluss von Zerlachbach und Dörflabach bei Kirchbach. Von dort fließt er durch dicht besiedeltes Gebiet nach Süden, bis er bei Weitersfeld in die Mur mündet.
Seine Quellbäche liegen in der Gemeinde Kirchbach-Zerlach im Bezirk Südoststeiermark, kurz bildet der Bach die Grenze zur Gemeinde Sankt Stefan im Rosental. Dann fließt er in den Bezirk Leibnitz und durch die dortigen Gemeinden Schwarzautal, Sankt Veit in der Südsteiermark und Straß in Steiermark.

## Nebenbäche
Der Schwarzaubach hat ein Einzugsgebiet von 144,17 Quadratkilometern. Seine größten Zuflüsse sind:
| Name                | Mündungsseite     | Mündungsort | Einzugsgebiet in km² |
| ------------------- | ----------------- | ----------- | -------------------- |
| Zerlachbach         | rechter Quellbach |             | 15,59                |
| Dörflabach          | linker Quellbach  |             | 13,90                |
| Sagbach             | rechts            |             | 02,54                |
| Breingraben         | rechts            |             | 04,19                |
| Labillbach          | rechts            |             | 26,33                |
| Lappenbach          | rechts            |             | 03,66                |
| Annerlbach          | rechts            |             | 04,96                |
| Alter Schwarzaubach | links             |             | 03,96                |
| Lahn                | rechts            |             | 02,36                |
| Lieberbach          | links             |             | 18,14                |
| Lipscher Dorfgraben | links             |             | 02,90                |
| Alter Bach          | rechts            |             | 03,40                |
| Eichbach            | links             |             | 04,42                |

## Durchfluss, Hochwasser
Im Zeitraum 1969 bis 2011 wurden an der Messstation Lipsch folgende Werte für den mittleren Abfluss (MQ) und den Hochwasserabfluss (HQ) gemessen:
| Wert       | Jan   | Feb   | Mär   | Apr   | Mai   | Jun    | Jul   | Aug   | Sep   | Okt   | Nov   | Dez   |
| ---------- | ----- | ----- | ----- | ----- | ----- | ------ | ----- | ----- | ----- | ----- | ----- | ----- |
| MQ in m³/s | 0,80  | 1,30  | 1,70  | 1,05  | 0,79  | 1,00   | 1,03  | 0,86  | 0,82  | 0,77  | 1,02  | 1,01  |
| HQ in m³/s | 28,00 | 62,80 | 35,10 | 49,70 | 51,10 | 127,00 | 67,10 | 83,10 | 50,00 | 39,80 | 71,70 | 23,60 |

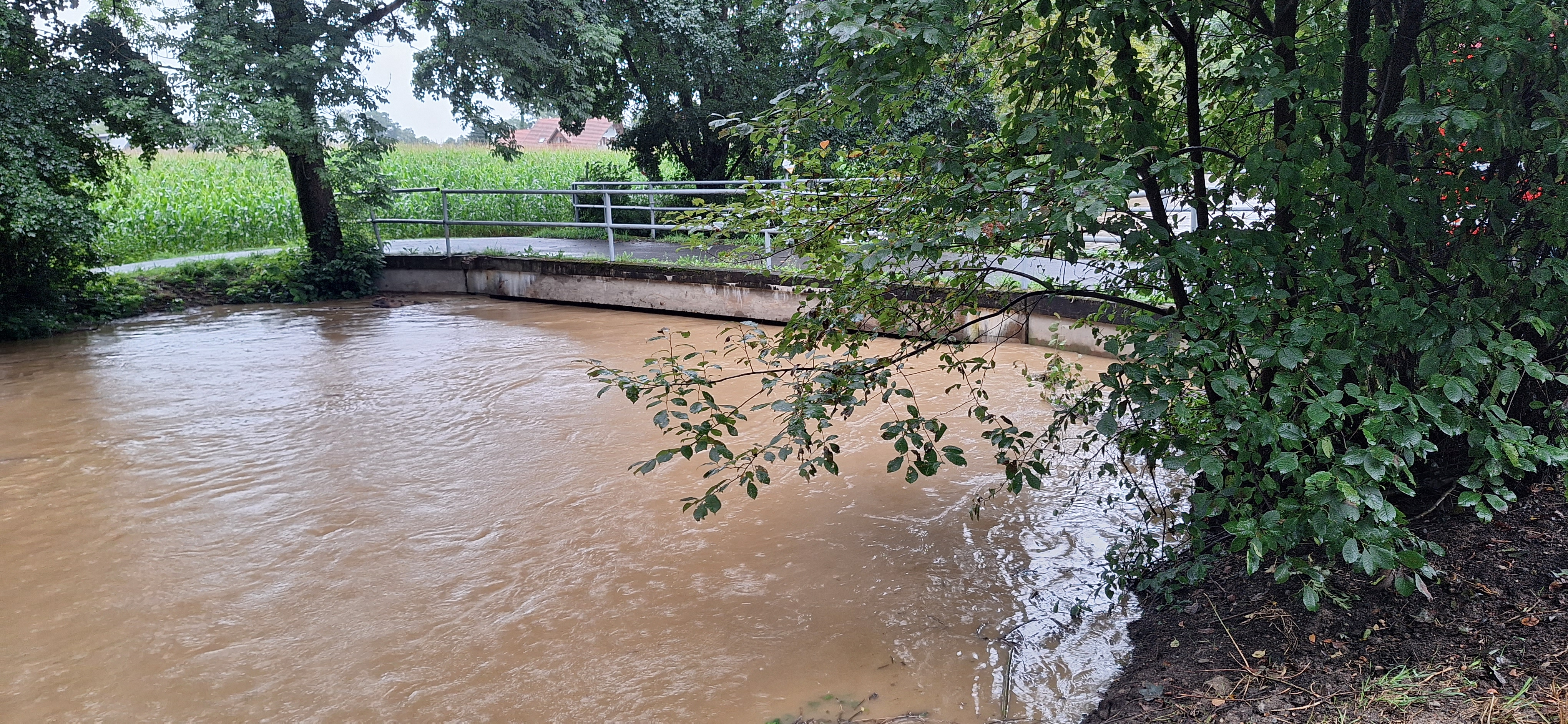
Schwarzaubach beim Hochwasser 2023

- Hochwasser 2018: Die Station Lipsch erreichte am 24. Mai 2018 einen Durchfluss von mehr als 50 m³/s, was einem 15-jährigen Hochwasser (HQ15) entspricht.[4]
- Hochwasser 2023: Bei Lipsch wurde beim Hochwasserereignisse vom 3. bis 7. August 2023 das hundertjährliche Hochwasser (HQ100) überschritten.[5]

## Wasserqualität
Der Schwarzaubach hat in seinem Verlauf überwiegend die Güteklasse II–III, kritisch belastet (Stand 2000). Bei einer Untersuchung von Greenpeace wurden 2018 mehrere Antibiotika und 27 Pestizide festgestellt.

## Sonstiges
- Schwarzaubach-Mär: Im Jahr 2019 starteten die Gemeinden im Schwarzautal das Gemeinschaftsprojekt „Die Schwarzaubach Mär“ um das Gebiet zu beleben und als attraktiven Erholungsraum zu präsentieren.[8]
- Die Wellen im Wappen von Sankt Veit in der Südsteiermark symbolisieren den Schwarzaubach[9]